# 육식계
육식계(일본어: 肉食系)는 인간의 유형을 나타내는 신조어이다. 성격이나 행동 양식을 육식 동물 중 다른 생물을 포살하는 모습에 비유해 표현된다. 반대어는 초식계이다. 주로 젊은이의 경향을 나타내는 말로, 연애에 대해 이성 또는 동성에 대한 행동과 적극적인 태도의 힘의 정도를 나타낼 때 이용되고 있으며, 적극성 강한 남자는 육식계 남자, 적극성 강한 여성으로는 육식계 여자라는 말이 사용되고 있다.